# 류자링
류자링(중국어 정체자: 劉嘉玲, 간체자: 刘嘉玲, 병음: Liú Jiā Líng, 한자음: 유가령, 영어: Carina Lau Kar-ling, 1965년 12월 8일 ~ )은 홍콩의 배우, 가수이다.

## 생애
중화인민공화국 장쑤성 쑤저우 시 출생하였으며 지난날 한때 중화인민공화국 광시 성 위린 시 룽 현에서 잠시 유아기를 보낸 적이 있고 그 후 가족과 함께 홍콩으로 이주하였다.
그녀의 배우자는 홍콩 영화배우 겸 가수 양조위이다.

## 출연작

### 영화
- 아비정전
- 동성서취
- 의천도룡기
- 주로위룡
- 샤도우 캅
- 금지옥엽 - 로즈 역
- 동사서독 - 도화삼랑 역
- 해상화
- 무간도 II: 혼돈의 시대 - 메리 역
- 무간도3 - 종극무간 - 메리 역 (엔딩 장면)
- 2046 - 루루 / 미미 역
- 적인걸: 측천무후의 비밀 - 측천무후 역
- 적인걸 2: 신도해왕의 비밀 - 무축천 역
- 도성풍운 2
- 도성풍운 3 - 모초우 역
- 인 유어 드림스
- 적인걸 3: 사대천왕
- 아수라
- 진삼국무쌍 - 주검보주 역

### 드라마
- 녹정기
- 양가장
- 정장묘녀랑
- 농본다정
- 대도회
- 황상보중
- 신찰사형